# Açude Premuoca
Açude Premuoca,  é um açude brasileiro no estado do Ceará. Está construído sobre o leito do riacho São Francisco, na bacia do Coreaú e é uma barragem tipo terra homogênea.
Foi concluído em 1981.
Sua capacidade é de 5.203.000 m³.